# Senta Berger
 (janvier 2021).
Si vous disposez d'ouvrages ou d'articles de référence ou si vous connaissez des sites web de qualité traitant du thème abordé ici, merci de compléter l'article en donnant les références utiles à sa vérifiabilité et en les liant à la section « Notes et références ».
Pour les articles homonymes, voir Berger (homonymie).
Senta Berger est une actrice autrichienne née le 13 mai 1941 à Vienne.

## Biographie

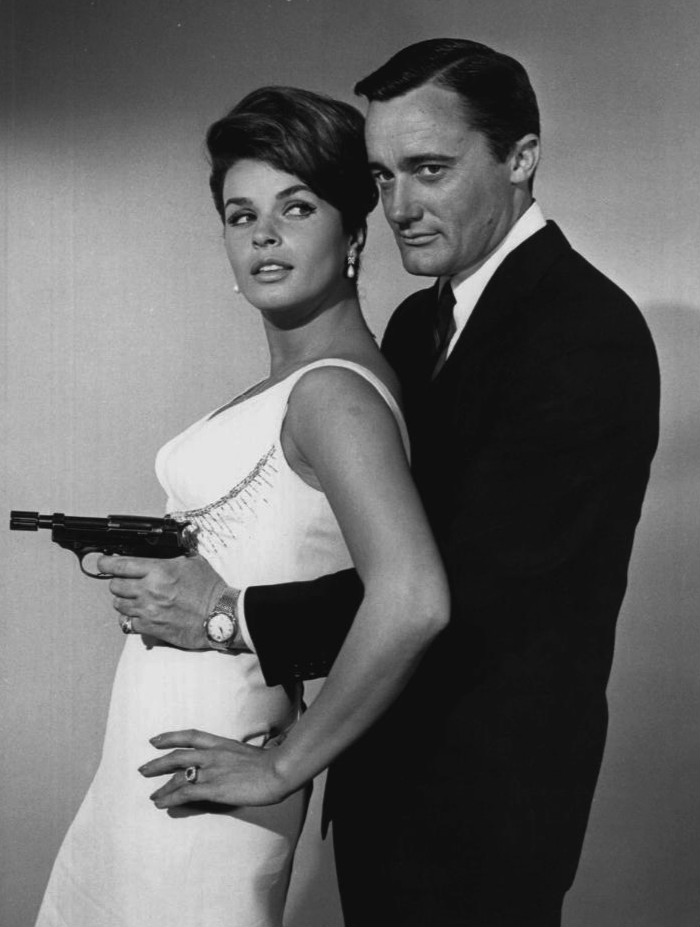
Senta Berger et Robert Vaughn
dans Des agents très spéciaux (1964).

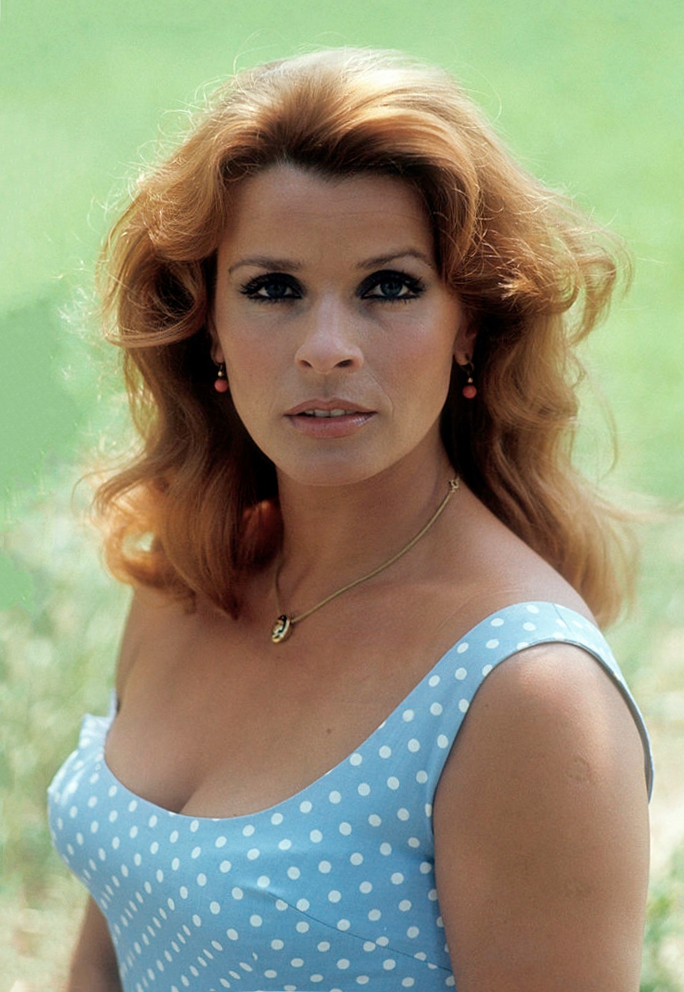
Senta Berger en 1975.

Née à Vienne le 13 mai 1941, d'un père musicien, Senta Berger débute sur les planches alors qu’elle n’a que quatre ans, accompagnée par son père. Puis, à l’âge de cinq ans, elle prend des leçons de danse car elle rêve de devenir danseuse. Mais un professeur de danse l’en dissuade, arguant que, pendant la puberté, le corps subit trop de changements physiques. Ses parents l’inscrivent alors à des cours particuliers de théâtre. Elle décroche un premier petit rôle en 1957. Elle postule alors au très célèbre Séminaire Max Reinhardt, où elle est acceptée. Peu de temps après, elle est contrainte de quitter cet établissement car elle avait accepté un rôle sans en demander la permission. En 1958, elle intègre le théâtre de Josefstadt, dont elle est la plus jeune élève. C’est là qu’elle fait le choix de devenir actrice.
Senta Berger commence sa carrière en tournant des films allemands, dont le Der Brave Soldat Schwejk (1960), Le Dernier Passage de Phil Karlson (1960), et puis Das Wunderdes Malachias (1961). Elle devient une vedette du cinéma allemand en tournant Sherlock Holmes et le Collier de la mort de Terence Fisher (1962) et se fait connaître à l’étranger, notamment en Italie en participant au film Kali Yug, déesse de la vengeance de Mario Camerini en 1962 et sa suite Le Mystère du temple hindou en 1963. Elle obtient un statut international avec Les Vainqueurs de Carl Foreman. Hollywood la demande.
Senta Berger travaille aux côtés de grandes stars telles que Charlton Heston (Major Dundee, 1965), Frank Sinatra, Richard Widmark, John Wayne, Kirk Douglas (L'Ombre d'un géant, 1966) ou Yul Brynner mais toujours dans des rôles sans consistance, les producteurs américains étant plus attirés par son sex-appeal que par son talent. Un grand studio d’Hollywood lui propose tout de même un contrat d’une durée de cinq ans, qu’elle refuse pour raisons personnelles.
Senta Berger revient en Europe et, en 1963, rencontre son futur mari, Michael Verhoeven, sorte de André Cayatte allemand, auteur de films à thèses dont l'audience restera confidentielle. Elle fonde avec lui sa propre société de production, Sentana. Ils se marient en 1965 et produisent plusieurs films à dimension internationale tels que La Rose Blanche (1982), Das schreckliche Mädchen ou bien Mutters Courage (de) (1990).  Le réalisateur n'atteindra jamais ni le talent ni la renommée de son homonyme hollandais Paul Verhoeven et Senta Berger se lasse sans doute de ses films certes pleins de bons sentiments mais caractérisés par une réalisation médiocre. Entre-temps, Senta reprend les chemins des studios européens surtout français (Le Saut de l'ange d’Yves Boisset) et italiens (Scandale à Rome de Carlo Lizzani). Elle tourne également dans un film avec James Coburn, Croix de fer (1977).
Après la naissance de ses deux garçons, elle décide de retourner au théâtre. Elle joue au Burgtheater de Vienne, au Thalia Theater à Hambourg mais aussi au Schiller Theater à Berlin : à chaque représentation, le succès est au rendez-vous. Ainsi, entre 1974 et 1982, elle joue aux côtés de Curd Jürgens et Maximilian Schell dans la pièce Jedermann au festival de Salzbourg.
Dans les années 1980, Senta Berger se tourne vers la télévision allemande et joue dans une série à forte audience : Kir Royal (de), puis dans The Fast Gerti, où elle interprète le rôle d’un chauffeur de taxi. À la même époque, elle s’essaye à la chanson.
En 1985, elle tourne à nouveau dans un film allemand, Einmal so wie ich will. 
Depuis 2002, on peut la voir en France et en Allemagne dans la série télévisée policière Double Jeu diffusée sur Arte. Elle joue le personnage principal, Eva Maria Prohacek.
Depuis 2003, Senta Berger est présidente du German Film Academy et œuvre pour le cinéma allemand ainsi que pour la nouvelle génération d’acteurs et d’actrices en Allemagne et en Europe.
Au printemps 2006, elle sort sa biographie qui est devenue un best-seller.
Senta Berger vit à Grünwald près de Munich en Allemagne et est une fervente militante de la protection de l’environnement ainsi que de la paix.

## Filmographie

### Au cinéma
- 1955 : Du bist die Richtige d'Erich Engel et Josef von Báky : Extra (non créditée)
- 1957 : Die Unentschuldigte Stunde de Willi Forst et Rolf Kutschera : élève du lycée
- 1957 : L'Aubergiste des bords du Danube (Die Lindenwirtin vom Donaustrand) de Hans Quest : Marie
- 1958 : Le ciel n'est pas à vendre (Der veruntreute Himmel) d'Ernst Marischka
- 1959 : Le Voyage (The Journey) d'Anatole Litvak : servante au foulard noir
- 1959 : Katia de Robert Siodmak : Une dame de la cour
- 1960 : Brigitte et les Hommes (Ich heirate Herrn Direktor) de Wolfgang Liebeneiner : Vera Bleichinger
- 1960 : Le Brave Soldat Chvéïk (Der brave Soldat Schwejk) d'Axel von Ambesser : Gretl
- 1960 : O sole mio (de) de Paul Martin : Madeleine
- 1961 : Le Dernier Passage (The Secret Ways) de Phil Karlson : Elsa
- 1961 : Junge Leute brauchen Liebe de Géza von Cziffra  : Madeleine Talbot
- 1961 : Eine hübscher als die andere d'Axel von Ambesser : Lilly Haase
- 1961 : Le Miracle du père Malachias (Das Wunder des Malachias) de Bernhard Wicki : Yvonne Krüger
- 1961 : Immer Ärger mit dem Bett de Rudolf Schündler : Rosemarie Schulze
- 1961 : Adieu, Lebewohl, Goodbye de Paul Martin : Gaby
- 1961 : C'est pas toujours du caviar (Es muß nicht immer Kaviar sein) de Géza von Radványi : Francoise
- 1961 : Top secret - C'est pas toujours du caviar (Diesmal muß es Kaviar sein) de Géza von Radványi : Chantal
- 1961 : Ramona de Paul Martin : Yvonne
- 1962 : Le Secret des valises noires (Das Geheimnis der schwarzen Koffer) de Werner Klingler : Susan Brown
- 1962 : Médecin pour femmes (Frauenarzt Dr. Sibelius) de Rudolf Jugert : Elisabeth Sibelius
- 1962 : Échec à la brigade criminelle (Das Testament des Dr. Mabuse) de Werner Klingler : Nelly
- 1962 : Sherlock Holmes et le Collier de la mort (Sherlock Holmes und das Halsband des Todes) de Terence Fisher et Frank Winterstein : Ellen Blackburn
- 1963 : Kali Yug, déesse de la vengeance (Kali Yug, la dea della vendetta) de Mario Camerini : Catherine Talbot
- 1963 : Le Mystère du temple hindou (Il Mistero del tempio indiano) de Mario Camerini : Catherine Talbot
- 1963 : Les Vainqueurs (The Victors) de Carl Foreman : Trudi Metzger
- 1963 : Jack und Jenny de Victor Vicas : Jenny
- 1964 : Un cœur plein et les poches vides (...e la donna creò l'uomo) de Camillo Mastrocinque : Jane
- 1965 : Major Dundee de Sam Peckinpah : Teresa Santiago
- 1965 : Du suif dans l'Orient-Express (Schüsse im Dreivierteltakt) d'Alfred Weidenmann : Jenny Bedford
- 1965 : Les Compagnons de la gloire (The Glory Guys) d'Arnold Laven : Lou Woddard
- 1966 : L'Ombre d'un géant  (Cast a Giant Shadow), de Melville Shavelson : Magda Simon
- 1966 : Opération Marrakech (Our Man in Marrakesh) de Don Sharp : Kyra Stanovy
- 1966 : Opération Opium (The Poppy Is Also a Flower) de Terence Young : une entraîneuse du night-club
- 1966 : Longues jambes, longs doigts (Lange Beine – lange Finger) d'Alfred Vohrer : Doris Holberg
- 1966 : Opération San Gennaro (Operazione San Gennaro) de Dino Risi : Maggie
- 1966 : Le Secret du rapport Quiller (The Quiller Memorandum) de Michael Anderson : Inge Lindt
- 1967 : Peau d'espion d'Édouard Molinaro : Gertraud Sphax
- 1967 : Matt Helm traqué (The Ambushers) de Henry Levin : Francesca Madeiros
- 1967 : Diaboliquement vôtre de Julien Duvivier : Christiane
- 1968 : Vienna (en) d'Orson Welles
- 1969 : Casanova, un adolescent à Venise (Infanzia, vocazione e prime esperienze di Giacomo Casanova, veneziano) de Luigi Comencini : Giulietta Cavamacchia
- 1969 : Mardi, c’est donc la Belgique (If It's Tuesday, This Must Be Belgium) de Mel Stuart : vendeuse à Londres
- 1969 : Le Divin Marquis de Sade (De Sade) de Cy Endfield : Anne de Montreuil
- 1969 : Les Étrangers de Jean-Pierre Desagnat : May
- 1970 : Cœurs solitaires (Cuori solitari) de Franco Giraldi : Giovanna
- 1970 : Quand les femmes avaient une queue (Quando le donne avevano la coda) de Pasquale Festa Campanile : Filli
- 1971 : Un'anguilla da 300 milioni de Salvatore Samperi : Comtesse Spodani
- 1971 : Wer im Glashaus liebt... der Graben de Michael Verhoeven : Hanna
- 1971 : Le Saut de l'ange d'Yves Boisset : Sylvaine Orsini
- 1971 : Scandale à Rome (Roma bene) de Carlo Lizzani : Princesse Dede Marescalli
- 1971 : La Ligne de feu (L'amante dell'orsa maggiore) de Valentino Orsini : Fela
- 1972 : Quand les femmes perdirent leur queue (Quando le donne persero la coda) de Pasquale Festa Campanile : Filli
- 1972 : Causa di divorzio de Marcello Fondato : Enrica Sebastiani
- 1972 : Un crime ordinaire (Die Moral der Ruth Halbfass) de Volker Schlöndorff : Ruth Halbfass
- 1973 : Amore e ginnastica de Luigi Filippo D'Amico : Maria Pedani
- 1973 : Le Baiser (Der Reigen) d'Otto Schenk : Emma
- 1973 : La Lettre écarlate (Der Scharlachrote Buchstabe) de Wim Wenders : Hester Prynne
- 1973 : Les Grands Patrons (Bisturi, la mafia bianca) de Luigi Zampa : Sœur Maria
- 1974 : La Bellissima estate de Sergio Martino : Manuela
- 1974 : L'Homme sans mémoire (L'Uomo senza memoria) de Duccio Tessari : Sara Grimaldi
- 1974 : Di mamma non ce n'è una sola d'Alfredo Giannetti : Paolina Borghese
- 1976 : Brogliaccio d'amore de Decio Silla : Roberta
- 1976 : La Padrona è servita de Mario Lanfranchi : Angela
- 1976 : MitGift de Michael Verhoeven : Alice Burgmann
- 1976 : The Swiss Conspiracy de Jack Arnold : Denise Abbott
- 1977 : Mœurs cachées de la bourgeoisie (Ritratto di borghesia in nero) de Tonino Cervi : Carla Richter
- 1977 : Une femme d'occasion (Una donna di seconda man) de Pino Tosini : Nerina
- 1977 : Das chinesische Wunder de Wolfgang Liebeneiner : Detta Gaspardi
- 1977 : Croix de fer (Cross of Iron) de Sam Peckinpah : Eva
- 1978 : Freiheit de Petrus van der Let
- 1978 : Mesdames et messieurs, bonsoir (Signore e signori, buonanotte), film collectif : la femme de Palese
- 1980 : La Mort au bout de la route (Speed Driver) de Stelvio Massi : Suzanne
- 1984 : Fatto su misura de Francesco Laudadio
- 1985 : La Double Vie de Mathias Pascal (Le Due vite di Mattia Pascal) de Mario Monicelli : Clara
- 1985 : Les Démons volants (De Flyvende djævle) d'Anders Refn : Nina
- 1986 : Killing Cars de Michael Verhoeven : Marie Landauer
- 1987 : La Métropole des animaux (Animali metropolitani) de Steno : Miss Abbott
- 1988 : Cheeeese de Bernard Weber : Erica
- 1990 : Tre colonne in cronaca de Carlo Vanzina : La comtesse Odessa Bonaveri
- 1998 : Bin ich schön? de Doris Dörrie : Unna
- 2009 : Ob ihr wollt oder nicht! de Ben Verbong : Dorothea
- 2016 : Willkommen bei den Hartmanns de Simon Verhoeven : Angelika Hartmann
- 2017 : L'École des lapins (Die Häschenschule: Jagd nach dem goldenen Ei), film d'animation de Ute von Münchow-Pohl : voix de Madame Hermine

### À la télévision
- 1963 : Le Monde merveilleux de Disney (Disneyland) (série) : Henriette Treffz
- 1964 : Bob Hope Presents the Chrysler Theatre (série) : Mia
- 1964 : See How They Run (en) : Orlando Miller
- 1964 : Des agents très spéciaux (The Man from U.N.C.L.E.) (série) : Serena
- 1968 : Hotel Victoria (série) : Singer
- 1968 : Les Règles du jeu (The Name of the Game) (série) : Mariette Bern
- 1968 : Istanbul Express (de) : Mila Darvos
- 1968 : Babeck (série) : Susanne Stefan
- 1969 : Opération vol (It Takes a Thief) (série) : Claire Vickers
- 1974 : Frühlingsfluten
- 1975 : Die Verschwörung des Fiesco zu Genua
- 1975 : Krempoli - La cité des enfants (Krempoli - Ein Platz für wilde Kinder) (série )
- 1977 : Abschiede
- 1979 : Le Maestro (La Giacca verde) : Marta
- 1980 : Die Priwalov'schen Millionen (feuilleton)
- 1981 : Dantons Tod : Marion
- 1981 : Der Traum ein Leben
- 1982 : Die Entscheidung
- 1982 : Wortwechsel (série)
- 1983 : Liebe Melanie
- 1983 : Milionite na Privalov (série)
- 1984 : La Stagione delle piogge
- 1984 : Notti e nebbie
- 1986 : L'Ultima mazurka  : Grete
- 1986 : Kir Royal (de) (série) : Mona
- 1987 : Luisa. Quattro storie di donne
- 1989 : Oceano (feuilleton)
- 1989 : Peter Strohm (série) : Christina Schönberg
- 1990 : La Belle Anglaise (série)
- 1992 : Sie und Er : Charlotte
- 1992 : Lilli Lottofee (série) : Lilli
- 1994 : Gefangene Liebe
- 1995 : Rex, chien flic (Kommissar Rex) (série) : Karla Wilke
- 1996 : Dopo la tempesta : Sara Renzi
- 1996 : Ärzte (série) : Dr Margarethe Martin
- 1997 : Kap der Rache : Lilian
- 1997 : Lamorte : Susa
- 1997 : Die Nacht der Nächte : Teresa
- 1998 : Mammamia : Clara
- 1999 : Liebe und weitere Katastrophen : Franziska Ackermann
- 1999 : La Dynastie des Carey-Lewis : Nancherrow (Nancherrow) : Alex Gower
- 1999 : Mit fünfzig küssen Männer anders : Marie Mechlenburg
- 2000 : Zimmer mit Frühstück : Elisabeth
- 2000 : Trennungsfieber : Dr Carla Severin-Bauer
- 2000 : Scharf aufs Leben : Solveigh Kronberg
- 2000 : Probieren Sie's mit einem Jüngeren : Anna
- 2002 : Bis dass dein Tod uns scheidet : Edith Mosbach
- 2002 - 2019 : Double Jeu (série) : Eva Maria Prohacek
- 2004 : Die Schnelle Gerdi (série) : Gerdi Angerpointner
- 2004 : Conseil de discipline (Die Konferenz) : Cornelia Cordes
- 2005 : Sur les chemins de l'Afrique (Einmal so wie ich will) : Emma
- 2005 : Emilia - Die zweite Chance : Dr Emilia Seiler
- 2005 : Emilia - Familienbande : Dr Emilia Seiler
- 2006 : Nette Nachbarn küsst man nicht : Helga Forstmann
- 2009 : Schlaflos : Carla Sagmeister
- 2009 : Une mère envahissante (Mama kommt!) : Luise
- 2009 : Four Seasons (série) : Julia Combe
- 2010 : Fondu au noir (Satte Farben vor Schwarz) de Sophie Heldmann : Anita
- 2013 : Bienvenue à la campagne (Willkommen auf dem Land) de Tim Trageser : Rita
- 2021 : Une femme dans l'ombre (An seiner Seite) de Felix Karolus : Charlotte Kler